# Monte Alegre de Goiás
Monte Alegre de Goiás è un comune del Brasile nello Stato del Goiás, parte della mesoregione del Norte Goiano e della microregione di Chapada dos Veadeiros.